# Megaselia substricta
Megaselia substricta är en tvåvingeart som beskrevs av Borgmeier 1969. Megaselia substricta ingår i släktet Megaselia och familjen puckelflugor. Inga underarter finns listade i Catalogue of Life.